# Chapelle des Pénitents gris d'Aubagne
La Chapelle des Pénitents gris est une chapelle située à Aubagne, dans le département des Bouches-du-Rhône, en France. Elle fait l’objet d’une inscription au titre des monuments historiques depuis le 29 juin 1927.